# Universidade de Sorocaba
Localizada em um dos principais polos industriais do estado de São Paulo, a Universidade de Sorocaba (Uniso) foi a primeira universidade implantada na Região, em 15 de setembro de 1994.
É uma universidade comunitária, de caráter regional, filiada à Associação Brasileira das Instituições Comunitárias de Educação Superior (Abruc), não confessional, mantida pela Fundação Dom Aguirre (FDA), que também é mantenedora do Colégio Dom. Está situada no centro da Região Metropolitana de Sorocaba, formada por 27 municípios, com mais de dois milhões de habitantes.
Em 2018, recebeu a nota 5 na avaliação para o recredenciamento institucional no sistema de Ensino Superior, tornando-se a única universidade da região com a nota máxima do MEC, incluindo as públicas.
Sua história está relacionada à trajetória da Faculdade de Filosofia, Ciências e Letras de Sorocaba, que surgiu em 1951 dentre as instituições pioneiras no Ensino Superior do município. Em 7 de março de 1954, a FAFI entrou efetivamente em funcionamento, com os cursos de Pedagogia e Letras Neolatinas, nos quais estavam matriculados 27 alunos. Como parte do processo de diversificação dos cursos oferecidos pela FAFI, surgiu a Faculdade de Administração e Ciências Contábeis de Sorocaba (FACCAS). As duas Faculdades foram importantes disseminadoras de conhecimento e nelas lecionaram grandes intelectuais brasileiros, como os professores Aziz Ab’Saber e Sérgio Buarque de Holanda.
Em agosto de 2020, a instituição atingiu a marca de 50 mil alunos formados. Também nesse ano, a titulação do corpo docente chegou a 96% de professores mestres e/ou doutores.
No segundo semestre de 2021, a Uniso lançou 22 cursos EAD, em paralelo com os outros mais de 60 cursos já oferecidos na graduação presencial. Na Pós-Graduação, possui seis áreas de cursos Lato Sensu e quatro programas Stricto Sensu, com Mestrado e Doutorado em Ciências Farmacêuticas, em Comunicação e Cultura, em Educação, e em Processos Tecnológicos e Ambientais, todos recomendados pela Coordenação de Aperfeiçoamento de Pessoal de Nível Superior (Capes) e reconhecidos pelo MEC.
Atende a cerca de oito mil alunos no câmpus Trujillo e Cidade Universitária “Professor Aldo Vannucchi”. A denominação do câmpus homenageia o idealizador do projeto Uniso, primeiro Reitor e atual Assessor Especial da Reitoria. O professor Aldo Vannucchi atuou por quatro mandatos como Reitor, cargo assumido posteriormente pelo professor Fernando de Sá Del Fiol, eleito por duas gestões (2010-2014; 2014-2018), que, por sua vez, foi sucedido pelo professor Rogério Augusto Profeta, atual Reitor, que cumpre seu segundo mandato (2022-2026).
A Biblioteca “Aluísio de Almeida” conta com a unidade Trujillo e a unidade Cidade Universitária e é uma das maiores e mais modernas da região, com um acervo de 234.648 mil volumes.
Na Extensão, seus programas beneficiam toda a comunidade regional, e atenderam, em 2020, 47.887 pessoas. Os programas promovem diversas ações voltadas à promoção da Saúde, Educação, Cultura, Direitos Humanos e Justiça, Comunicação, Meio Ambiente, Tecnologia e Trabalho.
Possui mais de cem laboratórios para atividades de ensino e desenvolvimento de pesquisa científica. A área de Pesquisa conta, inclusive, com um projeto especial de divulgação denominado Uniso Ciência, formado por um jornal trimestral, revista bilíngue semestral e blogue, de modo que o conhecimento produzido possa ser compartilhado não apenas com o público especializado, mas com toda a sociedade.
Criado em 2021, o Uniso Tech, Parque Tecnológico da Uniso, veio reforçar o posicionamento da Universidade no campo do empreendedorismo e da inovação tecnológica. O Parque oferece suporte técnico ao desenvolvimento das empresas de Sorocaba e Região. Em um ambiente colaborativo, formado por uma rede de parceiros, as empresas podem testar ideias e soluções para seus negócios, com apoio técnico de alunos e professores e a estrutura de laboratórios da Universidade.